# Lorettokapelle in Murbach (Elsass)

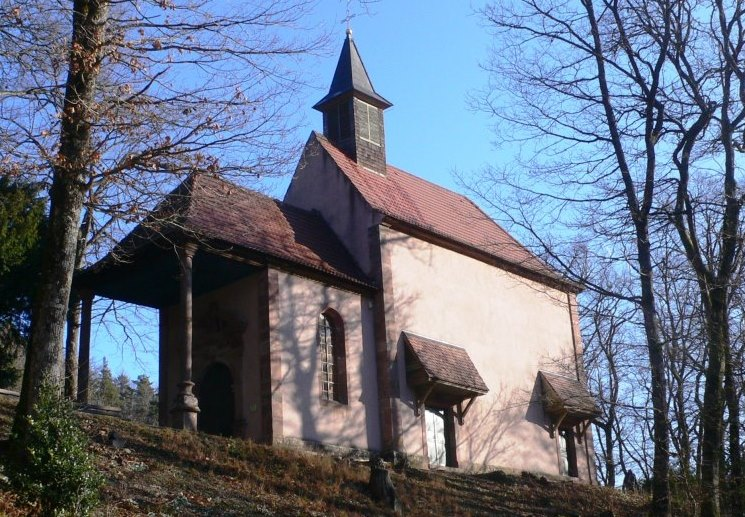
Lorettokapelle in Murbach, Baubeginn und Weihe 1693

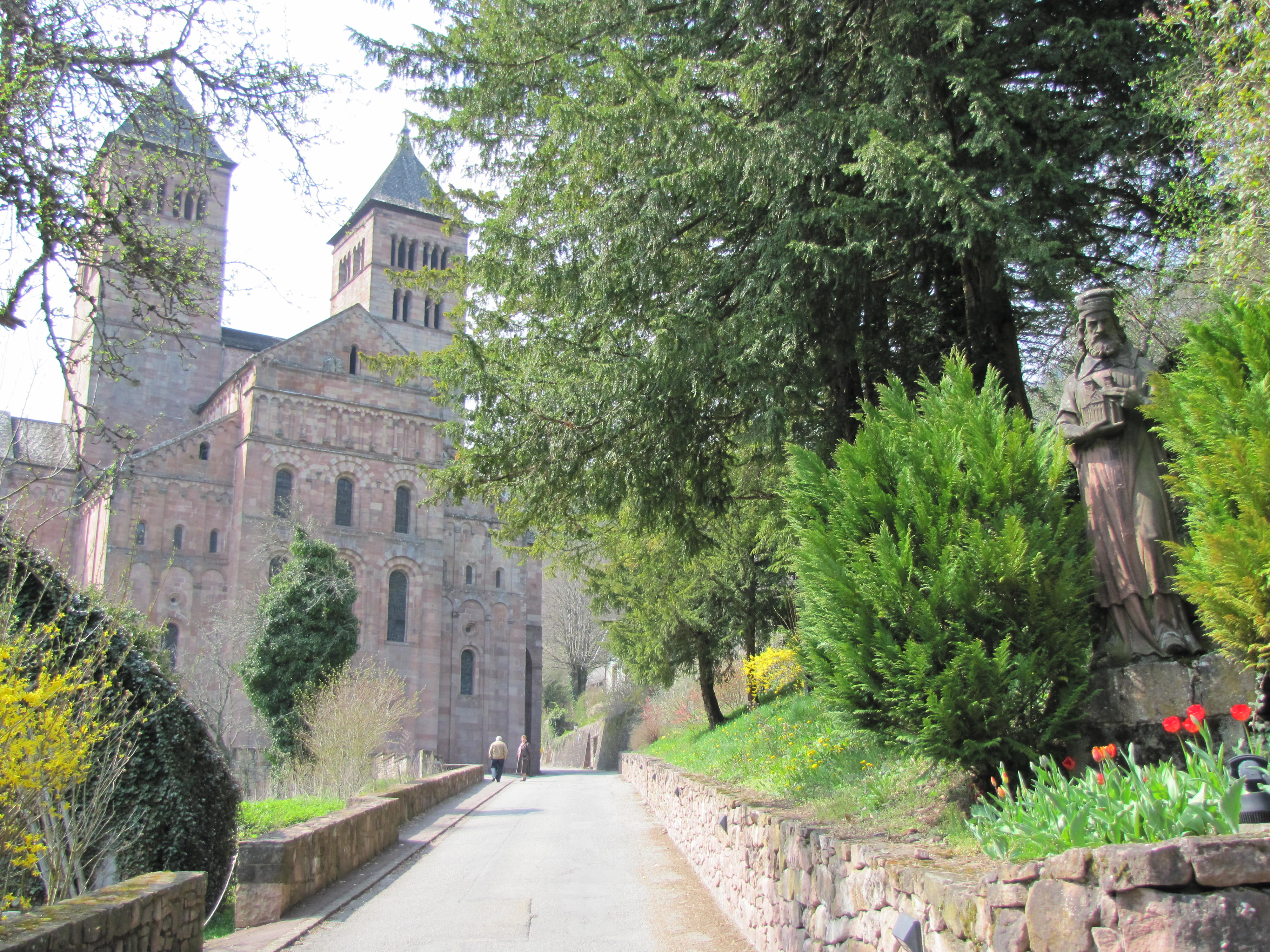
Statue des ersten Abts Pirminius (727), vor der ehemaligen Abteikirche (12. Jh.)

Die Lorettokapelle (Chapelle de Notre-Dame de Lorette) auf dem Hügel nördlich der Abteikirche Murbach bei Guebwiller im Département Haut-Rhin der Region Grand Est ist eine von vielen Nachbildungen der Santa Casa (Heiliges Haus) in dem italienischen Wallfahrtsort Loreto.

## Geschichte und Beschreibung der Kapelle
Bereits zu Beginn des 8. Jahrhunderts hatten sich im Lauchtal am Fuß des Großen Belchen Wandermönche der Iroschottischen Mission niedergelassen, die ihre Gemeinschaft als Vivarius Peregrinorum („Hort der Wandermönche“) bezeichneten. Daraus gründete der kinderlosen Graf Eberhard von Elsass, Bruder des Herzogs Liutfrid, aus dem Adelsgeschlecht der Etichonen, das Kloster Murbach, das er reich ausgestattete.

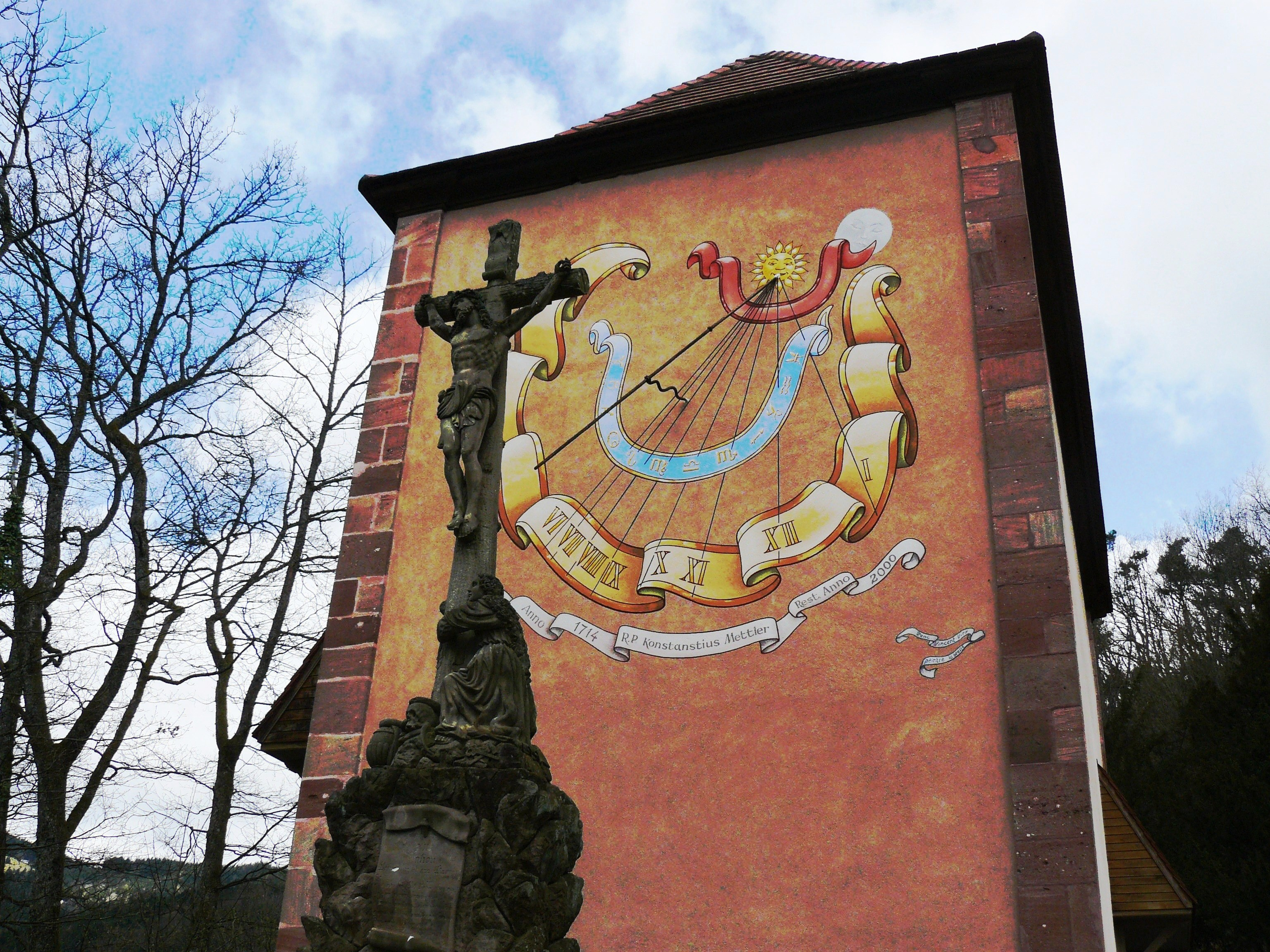
Sonnenuhr an der Apsiswand (1714)

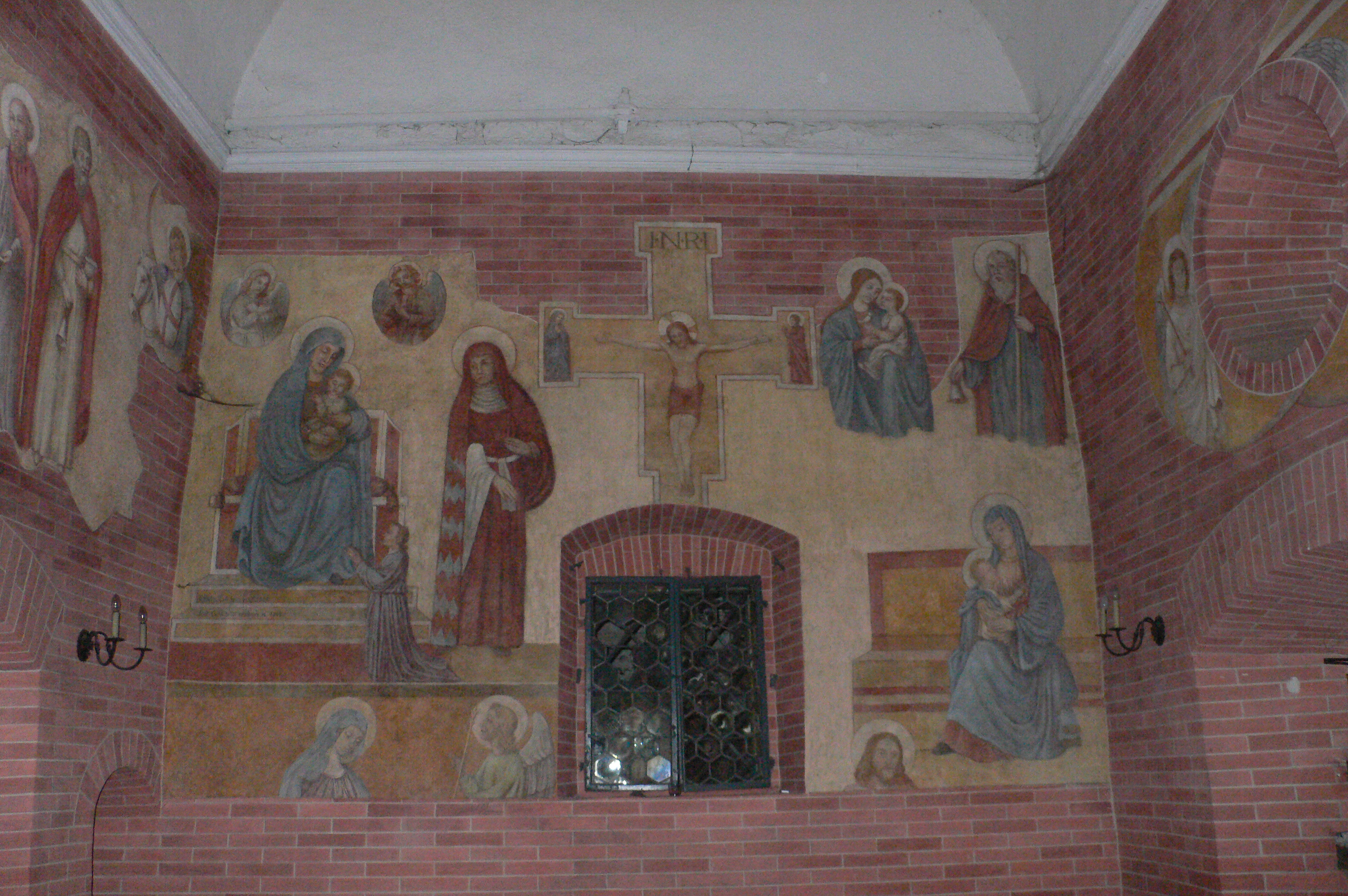
Lorettokapelle in Freiburg (1657): Bemalte Westwand als Beispiel einer gelungenen Nachbildung der historischen Fresken von Loreto

Im Jahr 727 übernahm der Missionsbischof Pirminius von der Reichenau den Aufbau und die Leitung dieses neuen Klosters nach der Regel des hl. Benedikt von Nursia. Zum Schutzheiligen des Klosters wählte man Leodegar von Autun (frz. Saint-Léger), einen Verwandten der elsässischen Herzöge, der im Jahr 678 in Burgund als Märtyrer hingerichtet worden war, und von dem das Kloster Reliquien besaß.
Außer der Chorpartie der berühmten Abteikirche aus dem 12. Jahrhunderts hat sich von den Sakralbauten der klösterlichen Gemeinschaft nur die Lorettokapelle erhalten. Sie wurde im Jahr 1693 auf dem terrassierten Hügel der Sonnenseite des Tals oberhalb der Klosterkirche von den Mönchen errichtet und am 25. Oktober 1693 durch den Bischof von Basel an „Unsere Liebe Frau von Loreto“ geweiht. Diese Weihe folgte den verbreiteten Bestrebungen der Gegenreformation zur Förderung der Marienverehrung.
Die Lorettokapelle, deren Architekt nicht bekannt ist, besteht aus zwei kleinen, aneinander gebauten Kapellen mit abgestuftem Satteldach und einem Dachreiter auf der höheren Kapelle. Das Dach der kleineren Kapelle ist über eine offene Vorhalle nach vorn gezogen und wird von zwei schlanken Säulen gestützt, zwischen denen man Zutritt zu dem Barockportal erhält. Der Verputz der Außenmauern wird unterbrochen durch schmale Lisenen aus Sandstein an allen Gebäudeecken und die Rahmung der beiden Fenster in der kleineren Kapelle. Die Hauptkapelle hat keine Außenfenster, ist aber durch eine Fensteröffnung, dem sogenannten Engelsfenster, mit der kleineren Kapelle verbunden.
Die kleine Kapelle hat ein Kreuzrippengewölbe, die größere ein Tonnengewölbe. In beiden Kapellen steht ein Altar, in der Hauptkapelle mit dem Gnadenbild der Mutter Gottes von Loreto in Italien. Nach alten Dokumenten, die in beiden Altären aufgefunden wurden, soll die Lorettokapelle noch Heiligenreliquien besitzen, darunter von Modestus (Bischof von Trier, um 499?), Justinus (Bischof von Straßburg, 4. Jh.?), Quirinus von Rom (Märtyrer des 2. Jh.?).
1714 schuf der Kapuziner Constantin Mettler an der äußeren Ostwand das Wandgemälde mit der großen Sonnenuhr. Die Kapelle blieb sowohl in der Französischen Revolution als auch in den späteren Kriegen unversehrt, so dass nur Restauratoren von Zeit zu Zeit tätig werden mussten (1870, 1896, 1946 und 1998). Im Jahr 1998 erhielt der Restaurator J. Paul Koenig den Auftrag, die Kapelle zu restaurieren, insbesondere die ursprünglichen Wandgemälde im Innern nach der verunglückten Restaurierung von 1946 wiederherzustellen. Dabei sollte vor allem in der Hauptkapelle der historische Wandschmuck nach dem Vorbild der Santa Casa in dem italienischen Marienwallfahrtsort Loreto bei Ancona erneuert werden. Ausgeführt wurde zwar die Bemalung des Tonnengewölbes nach dem Vorbild in Loreto; auch die Seitenwände erhielten das aus Loreto bekannte aufgemalte Ziegelmauerwerk; aber im Übrigen hat sich der Restaurator nicht an das italienische Vorbild gehalten, sondern eine eigene Gestaltung durchgeführt, was sich auch aus seiner Signatur ergibt (Création & Réalisation J. Paul Koenig, Don du peintre). An den Seitenwänden entstanden großformatige Szenen aus dem Marienleben (Joachim und Anna mit der kleinen Maria, Darbringung im Tempel, die Knaben Jesus und Johannes mit ihren Eltern, Flucht nach Ägypten, Jesus unter den Schriftgelehrten im Tempel von Jerusalem), die keine Beziehung zu den Fresken in Loreto aufweisen. Nur ein Byzantinisches Kreuz an der Westwand knüpft an die historischen Vorbilder an.

## Legende und historischer Hintergrund derSanta Casain Loreto
Der Bau der Lorettokapelle in Murbach und vergleichbarer Kapellen im süddeutschen Raum und in Mitteleuropa ist motiviert durch die seit dem 16. und 17. Jahrhundert zunehmende Marienverehrung, speziell der Nachbauten der Santa Casa in Loreto, wobei die jeweilige Architektur-Replik von Loreto wie ein übergroßer Reliquienschrein behandelt und mit dem Loreto-Gnadenbild verehrt wurde.
Zur Legende von der Überführung des Heiligen Hauses von Nazareth nach Loreto in Italien und zur Beschreibung der dortigen Santa Casa sowie zu den neuen Forschungen und dem historischen Kern der Legende enthält der allgemeine Beitrag über die Loretokapelle alle wissenswerten Einzelheiten.

## Kreuzweg

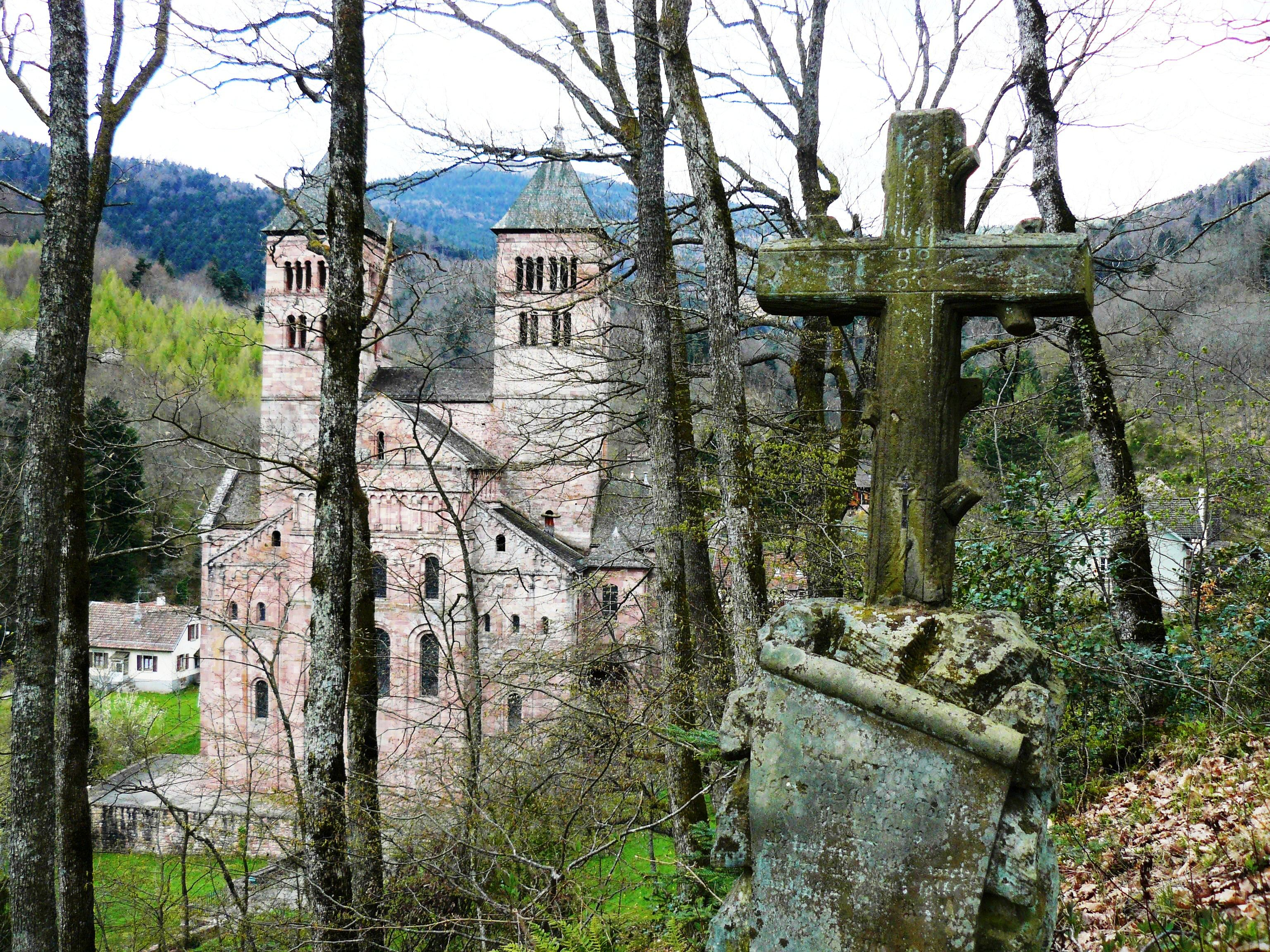
Kreuzweg von der Klosterkirche zur Lorettokapelle, IX. Station (1873)

Auf der Nordseite der ehemaligen Abteikirche beginnt ein steiler Fußweg zu der auf dem Hügel gelegenen Lorettokapelle. Entlang dieses Weges wurde um 1873 ein Kreuzweg mit Skulpturen im Stil der Zeit angelegt, unten beginnend mit der Ölbergszene. Die ersten elf Stationen bestehen aus einfachen Kreuzen mit einer Kartusche, auf der die einzelnen Leidensstationen durch Schriftzitate beschrieben werden. Die zwölfte Station ist ein großes Kreuz vor der Ostwand der Kapelle. Die beiden letzten Stationen mit Kreuzabnahme und Grablegung sind auf der Nordseite der Kapelle verteilt. Am Anfang des Kreuzweges hat man ein neugotisches Standbild des Ortsheiligen Pirminius (um 670–753) aufgestellt, das wohl ursprünglich für das Straßburger Münster gedacht war, dort aber nie aufgestellt worden ist.

## Wegweiser zur Kapelle

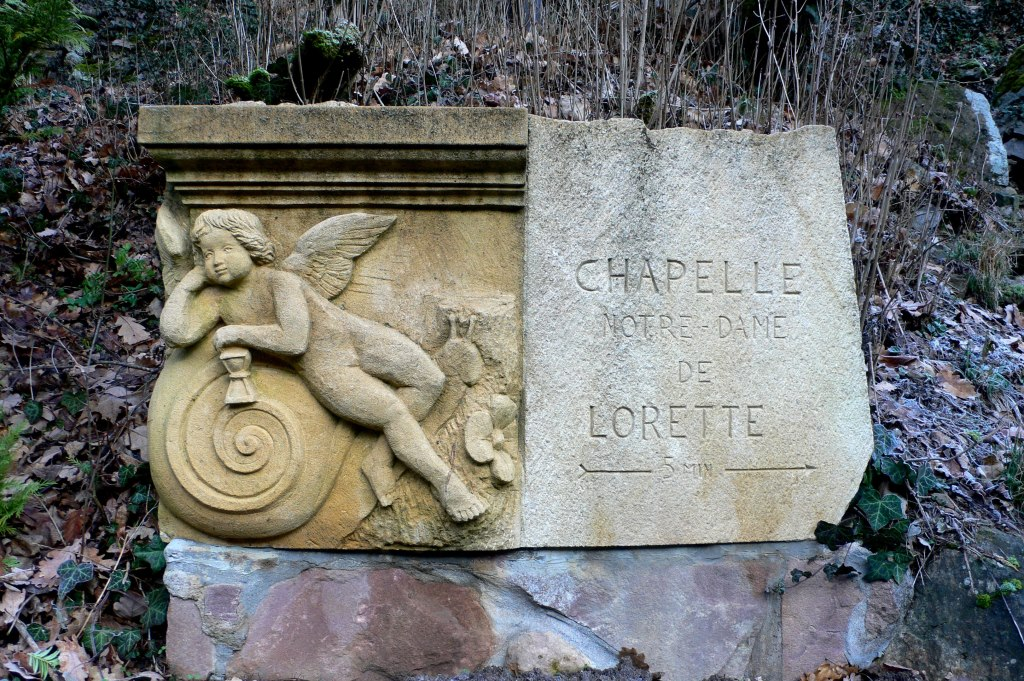
Wegweiser zur Lorettokapelle in Murbach (Elsass) mit Skulptur-Spolie unbekannter Herkunft

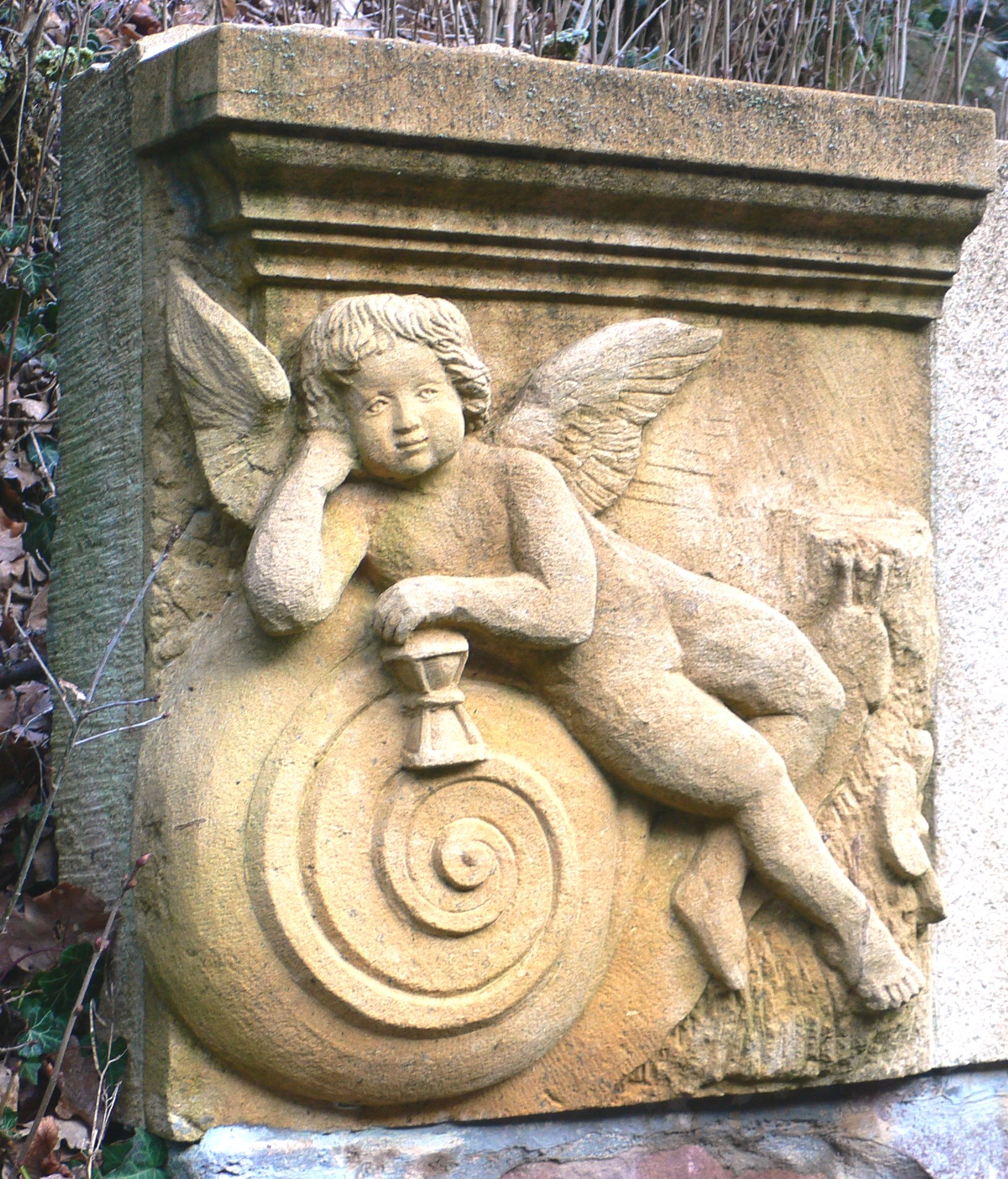
Linke Hälfte mit der Spolie: Geflügelter Genius mit Sanduhr, Schnecke vor Glücksklee und Schneckenhaus mit logarithmischer Spirale

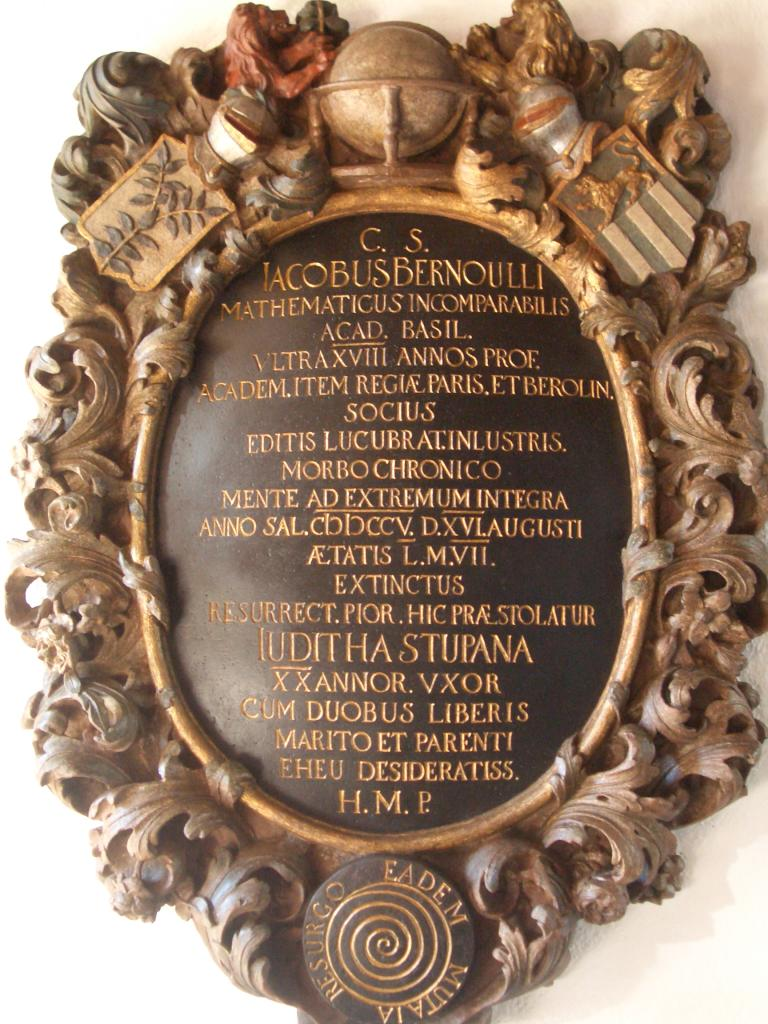
Grabmal von Jakob I. Bernoulli im Kreuzgang des Basler Münsters

Der Abkürzungsweg zu der Lorettokapelle wird angezeigt durch einen Wegweiser, der bewusst sichtbar aus zwei verschiedenartigen Steinblöcken zusammengefügt ist: Der rechte Block aus grauem Stein mit glatter Oberfläche stellt sich dar als Wegweiser mit der eingemeißelten Aufschrift: CHAPELLE NOTRE-DAME DE LORETTE mit einem Richtungspfeil und der Zeitangabe „5 MIN“. Der linke, annähernd quadratische Block einer Spolie zeigt auf der Vorderseite ein Relief mit einer – auf den ersten Blick – rätselhaften Thematik: Ein geflügelter Genius ruht gemächlich auf dem übergroßen Haus einer Schnecke, die mit aufgerichteten Fühlern auf eine vierblättrige Blume zukriecht. Der Genius stützt sich mit seinem rechten Arm lässig auf dem Schneckenhaus ab, während er in seiner linken Hand eine Sanduhr hält. Seine Beine lässt er auf das Schneckenhaus und auf den Vorderteil der Schnecke herunter hängen. Das Schneckenhaus ist mit einer Spirale verziert, die mit jeder Umdrehung ihren Abstand vom Mittelpunkt um den gleichen Faktor vergrößert, so dass der Radius proportional zur Spirallänge wächst; diese Beschreibung entspricht der Definition einer logarithmischen Spirale, auch „Bernoulli-Spirale“ genannt.
Welche künstlerische Intention mag der Steinmetz (oder sein Auftraggeber) bei Bearbeitung dieser Spolie gehabt haben, die aus dem 18. oder 19. Jahrhundert stammen könnte und von der bisher nicht in Erfahrung zu bringen war, wann und auf welche Weise sie an diesen Ort gelangt ist und welchem Zweck sie ursprünglich gedient hat. Es fragt sich, ob der Künstler sowohl Genius, Sanduhr und Spirale als auch Schnecke und vierblättrige Blume benutzt hat, um irdisches Leben und Erfindungsgeist mit Zeit und Raum sowie mit Glück in Beziehung zu setzen. Bei der Sinndeutung sollte auch berücksichtigt werden, dass sich der an der Universität Basel tätige Mathematiker und Physiker Jakob I Bernoulli (1655–1705) besonders gern mit der logarithmischen Spirale beschäftigt hat, die er spira mirabilis nannte. Das war wohl auch der Grund, warum sich Jakob Bernoulli eine solche Spirale für sein Grabmal gewünscht hat. Stattdessen meißelte der damalige Steinmetz allerdings (fälschlich) eine Archimedische Spirale in sein Epitaph, das heute noch im Kreuzgang des Basler Münsters steht. In diesem Zusammenhang ist von Interesse, dass auch das Siegel der Philosophisch-naturwissenschaftlichen Fakultät der Universität Basel eine logarithmische Spirale und den Grabspruch Bernoullis EADEM MUTATA RESURGO („Als geänderte erstehe ich wieder als dieselbe“) enthält.